# Linnebjörke
Linnebjörke säteri är en herrgård i Dädesjö socken, Växjö kommun.
Den gamla sätesbyggnaden brann 1920. Ägare till godset var i början av 1900-talet Böksholms sulfitfabrik.